# Морський крайт жовтогубий
Морський крайт жовтогубий (Laticauda colubrina) — отруйна змія з роду морських крайтів родини аспідові. Інша назва «колумбріна».

## Опис
Загальна довжина коливається від 80 см до 1,42 м. Спостерігається статевий диморфізм — самиці більші за самців. Голова доволі широка. Тулуб тонкий з гладенькою лускою. Хвіст помірного розміру, сплющений з боків для плавання. Малюнок складається з чорних та блакитно-сірих смуг однакової ширини, які розташовуються почергово. Морда жовтувато-сіра. Верхня губа жовта. Звідси й походить назва цього морського крайта.

## Спосіб життя
Полюбляє води біля рифів, скелястих берегів, мангрових заростей. Практично усе життя проводить у воді. Активний уночі. Харчується рибою, особливо вуграми.
Це яйцекладна змія. Самиці виходять на берег для відкладання до 15 яєць.

## Отруйність
Дуже небезпечна та отруйна змія. Достатньо 1,5 мг отрути, щоб вбити людину. Має нейротоксичні, міотоксичні та нефротоксичні властивості. Втім ця змія рідко кусається.

## Розповсюдження

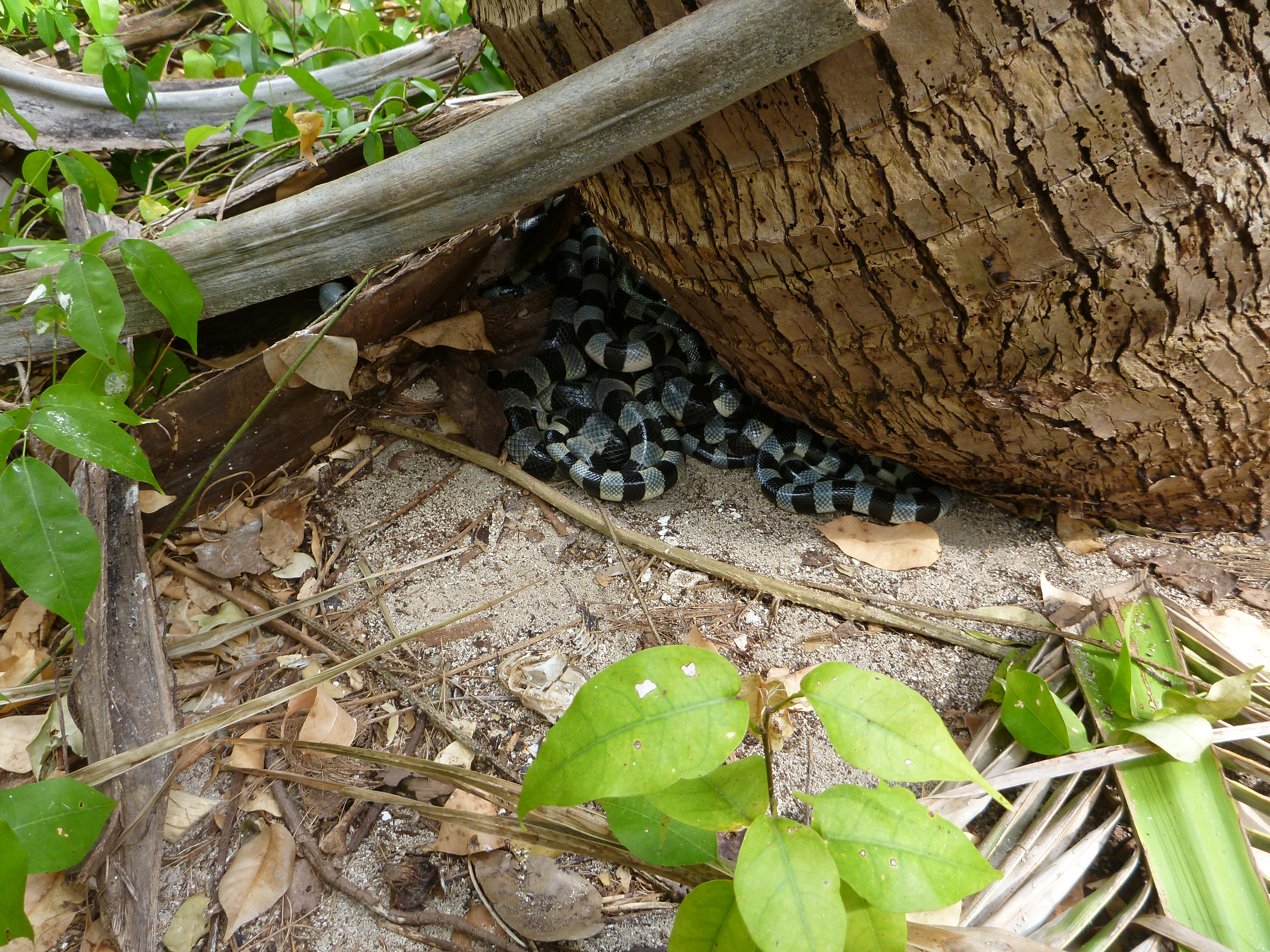
Група жовтогубих морських крайтів паруються

Мешкає навколо узбереж Індії, Південно-Східної Азії, тихоокеанських островів, північного сходу Австралії. Зустрічається біля узбережжя Японії, Мексики, Нікарагуа, Сальвадора. Вкрай рідко зустрічається біля о. Корфу (Греція).